# Peter Gardner
Peter John Gardner (ur. 5 stycznia 1925 w Glen Huntly, zm. 15 lutego 1996) –  australijski lekkoatleta, płotkarz, mistrz igrzysk Imperium Brytyjskiego w 1950.
Zajął 5. miejsce w finale biegu na 110 metrów przez płotki na igrzyskach olimpijskich w 1948 w Londynie.
Zwyciężył w biegu na 120 jardów przez płotki na igrzyskach Imperium Brytyjskiego w 1950 w Auckland, wyprzedzając swego kolegę z reprezentacji Australii Raya Weinberga i obrońcę tytułu mistrzowskiego z 1938 Toma Lavery’ego.
Gardner był mistrzem Australii w biegu na 120 jardów przez płotki w  1948/1949, wicemistrzem w tej konkurencji w latach 1949/1950, 1950/1951 i 1951/1952 oraz w brązowym medalistą w 1946/1947.
Dwukrotnie wyrównywał rekord Australii w biegu na 110 metrów przez płotki czasami 14,6 s i 14,4 s, a 29 stycznia 1949 w Melbourne poprawił ten rekord osiągając wynik 14,1 s. Był to najlepszy wynik w jego karierze.